# Нечевски, Иван
Иван Нечевски (англ. Ivan Necevski; макед. Иван Нечевски; 25 февраля 1980, Сидней, Новый Южный Уэльс, Австралия) — австралийский футболист македонского происхождения, вратарь.

## Карьера

### Клубная карьера
Выступал за клубы низших лиг Австралии «Пенрит Пантерз», «Иллавара Лайонс», «Бонниригг Уайт Иглз», «Рокдейл Сити Санс», «Уест Сидней Бэррис», «Сидней Юнайтед» и клубы А-Лиги «Нью Зиланд Найтс», «Ньюкасл Джетс».

### Сидней ФК
В 2007 году Иван подписал контракт с клубом А-Лиги «Сидней» как резервный вратарь после Клинта Болтона однако получил траву на тренировке и выбыл на 3 месяца. Дебютировал за клуб в товарищеском матче против «Лос-Анджелес Гэлакси» 27 ноября 2007 года, отыграв второй тайм. После того как Клинт Болтон получил травму в декабре 2007 года, Начевски дебютировал в А-Лиге в матче против «Сентрал Кост Маринерс».
Иван был основным вратарем на Пан-Тихоокеанском чемпионате 2008, поскольку за неделю до этого Клинт Болтон получил травму в матче с «Квинсленд Роар». Нечевски отыграл оба матча на турнире, первый с «Хьюстон Динамо» закончился проигрышем 0:3, второй с «Лос-Анджелес Гэлакси» закончился 1:2.
Не отыграв в сезоне 2009/10 ни одного матча, Нечевски продлил контракт на год, в надежде стать номером один в борьбе за место в воротах с Лиамом Редди. В мае 2014 года продлил контракт с клубом на один год, став игроком дольше всех находящимся в клубе.
После окончания сезона 2014/15 покинул клуб и присоединился к «Рокдейл Сити Санс», однако 31 августа вновь подписал однолетний контракт с «Сиднеем»..

## Достижения
- Победитель А-Лига Премьершип: 1 (2009/2010)
- Победитель А-Лига Чампионшип: 1 (2009/2010)